# Каринти, Ференц
Ференц Каринти (венг. Karinthy Ferenc; 2 июня 1921, Будапешт — 29 февраля 1992, Будапешт) — венгерский писатель, драматург, журналист, редактор и переводчик. Лауреат нескольких литературных премий, в том числе, государственной премии Кошута за 1955 год.

## Биография
Сын венгерского писателя Фридьеша Каринти. В 1941—1945 гг. изучал венгерскую, итальянскую и английскую филологию и литературу в Будапештском католическом университете Петера Пазманя. Окончил докторантуру по лингвистике. Стал кандидатом наук в 1945 г.
Получив стипендию в 1947 году стажировался во Франции, Швейцарии и Италии.
В 1949—1950 гг. работал литературным редактором и драматургом будапештских театров, в частности, Национального театра, а также театров Мишкольца, Сегеда и Дебрецена (1965—1975).
В 1957—1960 годах занимался переводом на венгерский язык произведений греческих, английских, итальянских и немецких авторов, включая произведения Макиавелли и Мольера.
В 1968—1969 годах в качестве приглашённого профессора читал лекции в США. В 1972—1976 гг. посетил ряд стран, в том числе, США, Австралию, СССР и Кубу.
Награждён рядом премий за свои сочинения, включая премию Баумгартена (1948), премию Йожефа Аттилы (1950, 1954, 1974) и премию Кошута (1955).
Был спортсменом, чемпионом по водному поло.

## Избранная библиография
- Don Juan éjszakája (1943)
- Szellemidézés (1946)
- Budapesti tavasz (1953)
- Hazai tudósítások (1954)
- Irodalmi történetek (1956)
- Ferencvárosi szív (1959)
- Négykezes (1967)
- Epepe (1970)
- Harminchárom (1977)
- Napló (1994)